# Mistrzostwa Świata Juniorów w Łyżwiarstwie Szybkim 2004
33. Mistrzostwa świata juniorów w łyżwiarstwie szybkim – zawody sportowe, które odbyły się w dniach 20–22 marca w amerykańskim Roseville. 

## Tabela medalowa
| Lp. | Kraj             | Złoto | Srebro | Brąz | Razem |
| 1   | Holandia         | 1     | 2      | 0    | 3     |
| 2   | Kanada           | 1     | 1      | 2    | 4     |
| 3   | Japonia          | 1     | 1      | 1    | 3     |
| 4   | Korea Południowa | 1     | 0      | 1    | 2     |

## Medale
| Konkurencja | Złoto                                                         | Srebro                                                                | Brąz                                                         |
| Mężczyźni   |                                                               |                                                                       |                                                              |
| Wielobój    | Justin Warsylewicz                                            | Sven Kramer                                                           | Yeo Sang-yeop                                                |
| Sztafeta    | Korea Południowa Lee Jin-wu · Lee Jong-wu · Yeo Sang-yeop     | Kanada Denny Morrison · François-Olivier Roberge · Justin Warsylewicz | Japonia Yasuyuki Iiyama · Yūya Sakai · Katsunori Satō        |
| Kobiety     |                                                               |                                                                       |                                                              |
| Wielobój    | Eriko Ishino                                                  | Ireen Wüst                                                            | Shannon Rempel                                               |
| Sztafeta    | Holandia Tessa van Dijk · Annette Gerritsen · Jorien Voorhuis | Japonia Eriko Ishino · Mika Onodera · Maki Tsuji                      | Kanada Marilou Asselin · Shannon Rempel · Brittany Schussler |